# Bourg-Blanc
Bourg-Blanc (bretonisch Ar Vourc’h-Wenn) ist eine französische Gemeinde im Nordwesten der Bretagne im Département Finistère mit 3544 Einwohnern (Stand 1. Januar 2022).

## Lage
Der Ort befindet sich rund zwölf Kilometer südlich der Atlantikküste am Eingang des Ärmelkanals. Die Groß- und Hafenstadt Brest liegt 12 Kilometer südlich und Paris etwa 500 Kilometer östlich (Angaben in Luftlinie).

## Bevölkerungsentwicklung
| Jahr                       | 1962 | 1968 | 1975 | 1982 | 1990 | 1999 | 2010 | 2017 |
| Einwohner                  | 1682 | 1784 | 2290 | 2659 | 2971 | 3077 | 3399 | 3568 |
| Quellen: Cassini und INSEE |      |      |      |      |      |      |      |      |

## Verkehr
Bei Brest gibt es die nächsten Abfahrten an den Schnellstraßen E 50 Richtung Rennes und E 60 Richtung Nantes. Der Bahnhof von Brest ist Endpunkt der Regionalbahnlinien Richtung Rennes und Nantes und des TGV Atlantique nach Paris.
Nur sechs Kilometer südlich der Gemeinde nahe der Stadt Brest befindet sich der Regionalflughafen Aéroport de Brest Bretagne.

## Sehenswürdigkeiten
- Kirche Notre-Dame

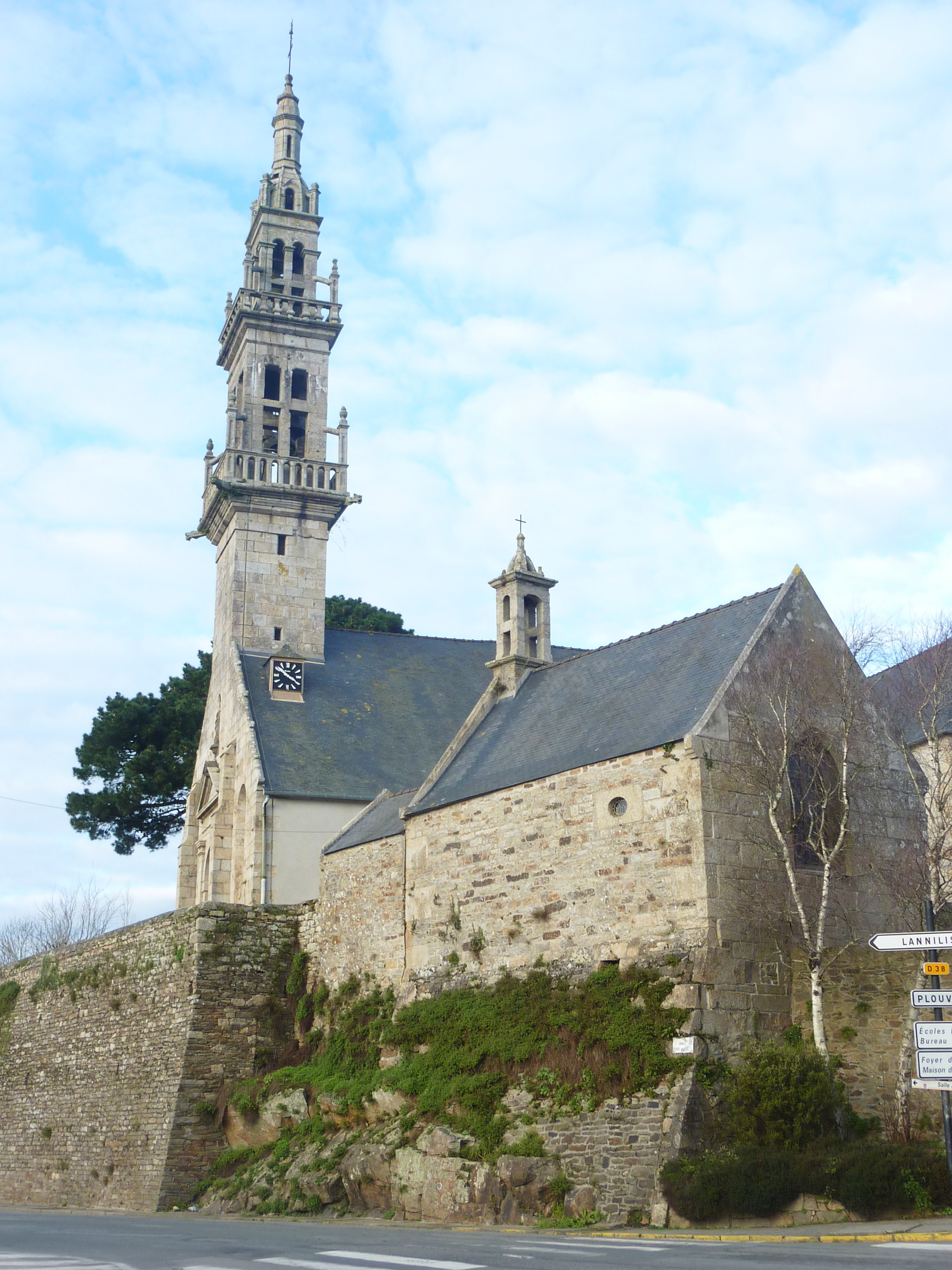
Kirche Notre-Dame

Siehe auch: Liste der Monuments historiques in Bourg-Blanc